# 内山誠一
内山 誠一（うちやま せいいち、1903年1月27日 - 1973年9月22日）は、日本の経営者。北越製紙社長を務めた。

## 経歴
新潟県出身。1927年に東北帝国大学応用化学科を卒業し、同年に北越パルプ工業(のちの北越製紙)に入社。
1950年2取締役、常務、専務、副社長を経て、1968年6月に社長に就任し、1972年12月までに務めた。
1973年9月22日、心臓麻痺のために死去。70歳没。